# Gary, West Virginia
Gary är en ort i McDowell County i West Virginia i USA. Vid 2010 års folkräkning hade Gary 968 invånare.